# Enrique Sánchez-Monge y Parellada
Enrique Sánchez-Monge y Parellada (Melilla, 14 de septiembre de 1921-Madrid, 1 de julio de 2010) fue un ingeniero español, miembro de la Real Academia de las Ciencias Exactas, Físicas y Naturales y de la Real Academia de Ingeniería de España.

## Biografía
Doctor Ingeniero Agrónomo y catedrático de Genética y Mejora Vegetal de la Escuela Técnica Superior de Ingenieros Agrónomos de Madrid. Fue además catedrático de Genética de la Facultad de Biología de la Universidad Complutense de Madrid. Fue Profesor Emérito de la Universidad Politécnica de Madrid, y de Investigación del Centro Superior de Investigaciones Científicas. 
Como investigador destacó por obtener del primer triticale español, variedad de cereal sintético a partir del cruzamiento de trigo y centeno.

## Obra
Entre sus publicaciones destacan: Genética General y Agrícola (1952), Fitogenética, Mejora vegetal (1955, 1974), Catálogo Genético de Trigos Españoles (1955), Genética (1961, 1966, 1972), Diccionario de Genética (1962, 1970), Razas de maíz en España (1962), Diccionario de plantas agrícolas (1981), Flora agrícola (1991), Diccionario Español-Inglés. Nombres científicos de Agronomía (1995), además de numerosos artículos científicos sobre su especialidad.

## Reconocimiento
En 1955 obtuvo el Premio Nacional de Investigaciones Agrarias y en 1980 el Premio Nacional de Publicaciones Agrarias. También fue galardonado con el Premio Leonardo Torres Quevedo de Investigación Técnica en el año 1993. Doctor honoris causa por la Universidad de Castilla-La Mancha y por la Universidad Pública de Navarra.